# مجموعه ورزشی شهدای پنجم مرداد (اراک)
مجموعه ورزشی شهدای پنجم مرداد یکی از مراکز ورزشی شهر اراک در کشور ایران است. وسعت این مجموعه ورزشی ۸۰٬۰۰۰ متر مربع است که ۲ هکتار از آن به زمین‌های ورزشی اختصاص داده شده‌است.

## نام گذاری
نام ورزشگاه از واقعه ۵ مرداد گرفته شده‌است. در زمان جنگ ایران و عراق به دلیل وجود صنایع مهم شهر اراک، این شهر به عنوان مهم‌ترین تولیدکننده ماشین‌های جنگی، پل‌های شناور و تجهیرات به شمار می‌رفت. از این رو پی در پی مورد حمله رژیم بعث عراق قرار می‌گرفت. در ۵ مرداد ۱۳۶۵ برخی کارخانجات شهر مورد حمله جنگنده‌های عراقی قرار گرفت و در آن بمباران ۷۲ نفر از کارکنان صنایع به شهادت رسیدند. به همین سبب برای بزرگداشت یاد شهدا نام این مجموعه ورزشی را شهدای پنجم مرداد نهادند.

## امکانات
این مجموعه ورزشی دارای سالن‌های مجزا در رشته‌های شنا ،تکواندو ،آمادگی جسمانی ،والیبال ،هندبال ،بسکتبال ،تنیس روی میز ،فوتسال و... است. همچنین این مجموعه دارای یک زمین چمن طبیعی برای انجام مسابقات فوتبال است.